# 7915 Halbrook
7915 Halbrook este o planetă minoră (asteroid), cu un diametru de 2,64 km, din centura de asteroizi. A fost descoperită pe 25 iunie 1979 la Observatorul Siding Spring de Eleanor F. Helin. 
Obiectul prezintă o orbită caracterizată de o semiaxă mare de 2,3108507 UAi, o excentricitate de 0,06, o înclinație de 5,84379 ° în raport cu ecliptica.